# Jens Fiedler
Jens Fiedler (Dohna, 15 de fevereiro de 1970) é um desportista alemão que competiu no ciclismo na modalidade de pista, especialista nas provas de velocidade e keirin.
Participou em quatro Jogos Olímpicos de Verão, entre os anos 1992 e 2004, obtendo ao todo cinco medalhas, ouro em Barcelona 1992 na prova de velocidade individual, ouro em Atlanta 1996, na mesma prova, dois bronzes em Sydney 2000 (velocidade individual e keirin) e ouro em Atenas 2004 em velocidade por equipas (junto com Stefan Nimke e René Wolff).
Ganhou 13 medalhas no Campeonato Mundial de Ciclismo em Pista entre os anos 1990 e 2003, e uma medalha de prata no Campeonato Europeu de Ciclismo em Pista de 1997.

## Medalheiro internacional
| Representando à Alemanha Oriental |                           |                   |                           |
| Campeonato Mundial                |                           |                   |                           |
| Ano                               | Lugar                     | Medalha           | Competição                |
| 1990                              | Maebashi ( Alemanha)      | Medalha de bronze | Velocidade individual (A) |
| Representando a Alemanha          |                           |                   |                           |
| Jogos Olímpicos                   |                           |                   |                           |
| Ano                               | Lugar                     | Medalha           | Competição                |
| 1992                              | Barcelona ( Espanha)      | Medalha de ouro   | Velocidade individual     |
| 1996                              | Atlanta ( Estados Unidos) | Medalha de ouro   | Velocidade individual     |
| 2000                              | Sydney ( Austrália)       | Medalha de bronze | Velocidade individual     |
| 2000                              | Sydney ( Austrália)       | Medalha de bronze | Keirin                    |
| 2004                              | Atenas ( Grécia)          | Medalha de ouro   | Velocidade por equipas    |
| Campeonato Mundial                |                           |                   |                           |
| Ano                               | Lugar                     | Medalha           | Competição                |
| 1991                              | Stuttgart ( Alemanha)     | Medalha de ouro   | Velocidade individual (A) |
| 1995                              | Bogotá ( Colômbia)        | Medalha de ouro   | Velocidade por equipas    |
| 1996                              | Manchester ( Reino Unido) | Medalha de prata  | Velocidade por equipas    |
| 1997                              | Perth ( Austrália)        | Medalha de prata  | Velocidade individual     |
| 1998                              | Bordéus ( França)         | Medalha de ouro   | Keirin                    |
| 1998                              | Bordéus ( França)         | Medalha de prata  | Velocidade individual     |
| 1999                              | Berlim ( Alemanha)        | Medalha de ouro   | Keirin                    |
| 1999                              | Berlim ( Alemanha)        | Medalha de prata  | Velocidade individual     |
| 2000                              | Manchester ( Reino Unido) | Medalha de prata  | Keirin                    |
| 2001                              | Antuérpia ( Bélgica)      | Medalha de bronze | Keirin                    |
| 2002                              | Ballerup ( Dinamarca)     | Medalha de bronze | Velocidade por equipas    |
| 2003                              | Stuttgart ( Alemanha)     | Medalha de ouro   | Velocidade por equipas    |
| Campeonato Europeu                |                           |                   |                           |
| Ano                               | Lugar                     | Medalha           | Competição                |
| 1997                              | Berlim ( Alemanha)        | Medalha de prata  | Omnium sprint             |